# Enid Blyton

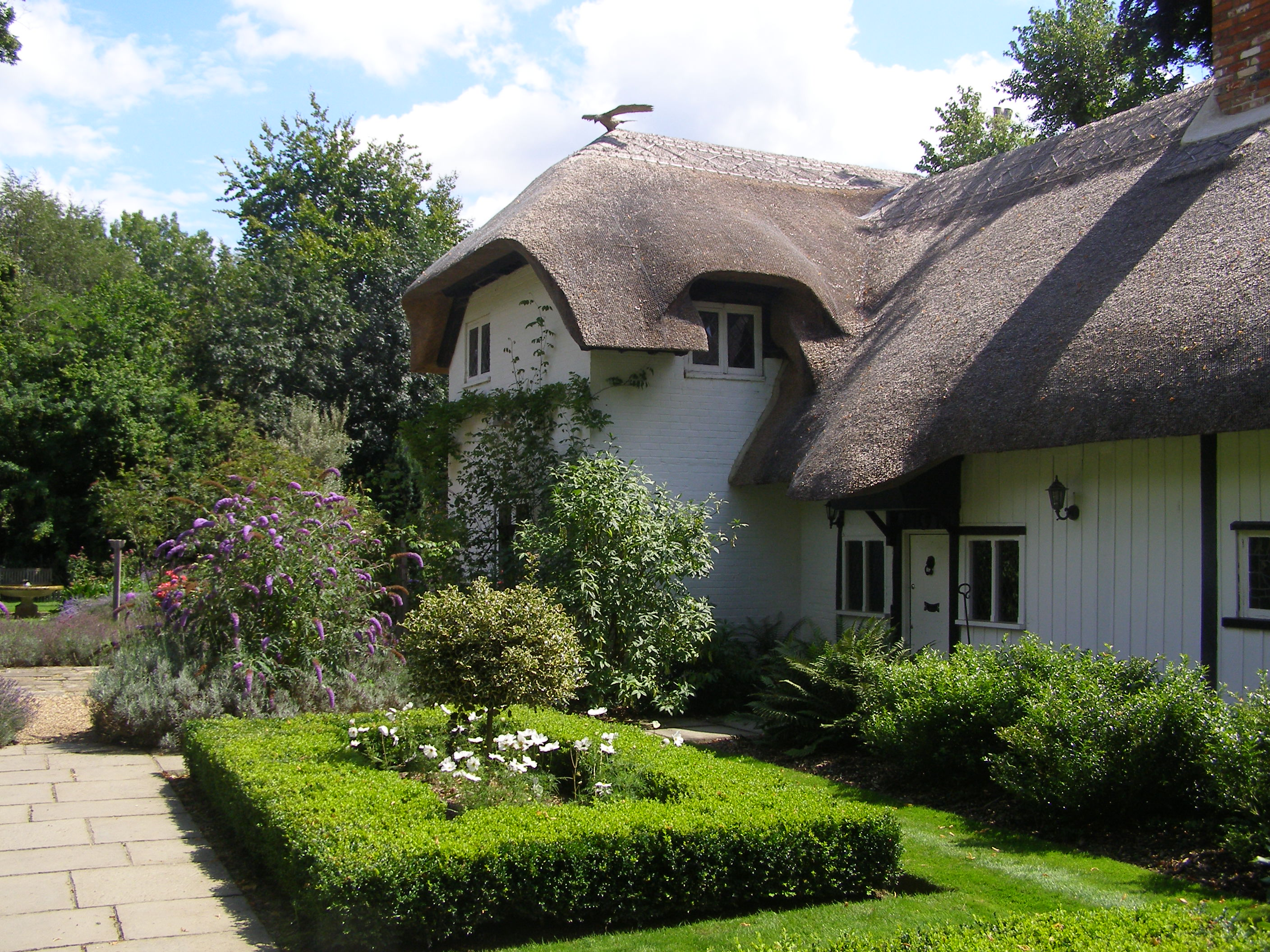
Enid Blytons Haus Old Thatch in Bourne End, Buckinghamshire

Enid Mary Blyton [ˈiːnɪd ˈmɛəɹi ˈblaɪtən] (* 11. August 1897 in Dulwich, London Borough of Southwark; † 28. November 1968 in Hampstead) war eine britische Schriftstellerin.
Bis heute ist Blyton mit ca. 700 Werken und über 600 Millionen verkauften Büchern international eine der kommerziell erfolgreichsten Jugendbuchautoren. Sie steht an dritter Stelle der am meisten übersetzten Autoren ihres Landes. Ihre Bücher wurden in über 40 Sprachen übertragen. Zu den Werken Enid Blytons zählen die Buchreihen Fünf Freunde, Die schwarze Sieben, Hanni und Nanni, Dolly, Geheimnis um, Rätsel um und die Abenteuer-Serie.

## Leben

### Kindheit und Jugend
Enid Blyton war das erste von drei Kindern von Thomas Carey Blyton (1870–1920) und Theresa Mary Harrison (1874–1950). Sie wuchs in Beckenham in der Grafschaft Kent auf. Der Vater brachte Verständnis für ihre Schreibleidenschaft auf und weckte ihr Interesse an Natur, Musik, Sagen und Gedichten. Ihre Mutter betrachtete die genannten Betätigungen als Zeitverschwendung. Deshalb hatte das Mädchen zu ihr wenig Kontakt. Als Enid Blyton dreizehn, ihre Brüder Hanley elf und Carey acht Jahre alt waren, verließ der Vater wegen einer anderen Frau die Familie. Die Mutter verbot den Kindern, mit jemandem über die Trennung der Eltern zu sprechen. Der Kontakt zur Mutter brach durch einen Ausbildungswechsel 1916 völlig ab.

### Ausbildung und Beruf
Ab 1905 ging Blyton in eine nahe dem Wohnort gelegene kleine Privatschule. Die Eltern förderten ihre musikalische Begabung, und sie erhielt schon mit sechs Jahren Klavierunterricht. Als Tagesschülerin besuchte sie von 1907 bis 1915 das Mädcheninternat St. Christopher’s in Beckenham. Hier bekleidete sie am Ende auch das Amt der Schulsprecherin. Im Fach Mathematik war sie nach eigenen Aussagen die Schlechteste, dagegen liebte sie Musik, Geschichten, Spiele und Naturkunde. Unter den Mitschülern fiel sie durch ihr ausgezeichnetes Gedächtnis auf. Zum Beispiel konnte sie mit acht Jahren eine Buchseite Wort für Wort auswendig vortragen, nachdem sie diese gelesen hatte.
Nach dem Schulabschluss begann sie dem Wunsch der Eltern entsprechend 1916 die Ausbildung zur Musikerin, brach diese jedoch ab und ließ sich in der Ipswich High School zur Kindergärtnerin und Vorschullehrerin ausbilden. Diese Ausbildung schloss sie 1918 mit Diplom ab. Nach einer Anstellung in Bickley wurde sie 1920 Lehrerin in einem Privathaushalt in Surbiton, einem Vorort von London. Vier Jahre unterrichtete sie an der kleinen Privatschule auch Kinder der Nachbarsfamilien.

### Ehe und Familie
1924 heiratete Blyton den leitenden Verlagsangestellten Hugh Alexander Pollock (1888–1971). Das Paar lebte einige Zeit in London, anschließend in Beckenham und ab 1929 im Haus Old Thatch im Dorf Bourne End in Buckinghamshire. Hier wurden ihre Töchter Gillian Mary (* 15. Juli 1931) und Imogen (* 27. Oktober 1935) geboren. 1938 erfolgte der Umzug nach Green Hedges in Beaconsfield in Buckinghamshire.
Die überaus produktive Autorin hatte für ihre zwei Töchter und das Familienleben wenig Zeit. Ihre Ehe zerbrach, und nach der Scheidung im Dezember 1942 heiratete sie den Arzt Kenneth Darrell Waters. Ihre beiden Mädchen durften keinen Kontakt zu ihrem leiblichen Vater haben und erhielten den Namen des Stiefvaters. 1961 zeigte Blyton erste Anzeichen einer Alzheimer-Erkrankung, sie hatte Gedächtnislücken und war verwirrt. Ihr Ehemann unterstützte sie bis zu seinem Tod 1967.

### Weg zur Schriftstellerin
In ihrer Autobiografie schreibt Blyton, dass sie schon Schriftstellerin werden wollte, als sie das Lesen lernte. Sie berichtet weiterhin, dass sie jeden Abend beim Einschlafen auf Geschichten wartete, die „nicht von meinem Willen abhingen, sondern mich einfach überfielen“. Diese erzählte sie als Kind ihren beiden kleinen Brüdern. Mit zehn begann sie, die Fantasiegeschichten aufzuschreiben. Für die von den Eltern favorisierte Laufbahn einer Pianistin übte sie fleißig, verbrachte jedoch die gesamte Freizeit mit Schreiben. Durch Veröffentlichungen erhoffte sie, die Erlaubnis zum Einschlagen der Autorenlaufbahn zu erhalten. Den ersten Schreiberfolg hatte Blyton im Alter von 14 Jahren, als sie einen Gedichtwettbewerb des Kinderbuchautors Arthur Mee gewann. Daraufhin bot sie ihre Gedichte und Geschichten verschiedenen Zeitungen erfolglos zum Druck an. Sie gab trotz mehr als 500 abgelehnter Manuskripte nicht auf. Durch die Randbemerkung „Idee gut. … Versuch es weiter!“ von Owen Seaman, dem Herausgeber der Satire-Zeitschrift Punch, wurde sie besonders ermutigt.
Während der Aushilfe in einer Sonntagsschule entdeckte sie ihre Erzählwirkung auf Kinder. Nun brach sie mit Erlaubnis des Vaters die Musikausbildung ab und begann eine Ausbildung zur Kindergärtnerin. Diese Lehrtätigkeit ermöglichte ihr, die Wirkung ihrer Texte an den Kindern zu erproben. Zwischen 1923 und 1945 druckte die Lehrerzeitschrift Teacher’s World die Geschichten ab, die bei den Schülern gut ankamen. In der Zeitschrift konnte Blyton in einer eigenen wöchentlichen Kolumne From my Window eigene Erlebnisse erzählen. 1922 erschien ihr erstes Buch Child Whispers, eine Sammlung von 28 Kindergedichten. 
Nach ihrer ersten Heirat 1924 gab Enid Blyton ihren Lehrerberuf auf und konnte sich nun ganz der Schriftstellerei widmen. Rückblickend stellt sie in ihrer Autobiografie fest: „Eine Wahl zwischen Beruf und Familie war bei mir zum Glück niemals nötig, weil man Bücher auch zu Hause schreiben kann. Zuallererst kommen meine Töchter. … Zum Glück habe ich genug Zeit, um allen gerecht zu werden.“ Erst nach ihrem Tod gelangte durch die Töchter Gillian und Imogen der Konflikt zwischen der Mutter- und Hausfrauenrolle einerseits und der Tätigkeit  einer erfolgreichen Schriftstellerin andererseits an die Öffentlichkeit.

### Soziales Engagement
Bei Kriegsende gab Enid Blyton den Anstoß zur Gründung von Famous Five Clubs, welche finanziell Pflegeheime für behinderte Kinder unterstützten. Durch den engen Kontakt zu diesen sozial-karitativen Gruppen engagierte sie sich in den Jahren 1954 bis 1967 als Vorsitzende in einem Heim für spastisch gelähmte Kinder. Weiterhin war sie von 1960 bis 1968 als Vizepräsidentin von Friends of the Cheyne Walk Centre in London für die Rehabilitation behinderter Kinder aktiv.

### Tod
Blyton starb am 28. November 1968 in einem Pflegeheim in Hampstead. Sie wurde im Golders Green Crematorium in London eingeäschert und die Asche im dortigen Garden of Rest verstreut.

### Nachleben
Einige Jahre nach Blytons Tod kam es zwischen ihren Töchtern zu Auseinandersetzungen. Gillian Baverstock verehrte ihre berühmte Mutter und beschrieb sie als fair sowie liebevoll fürsorgend. Ihr zufolge hatte die Mutter sich gewünscht, dass Gillian später ihre Biographie schreiben sollte. Allerdings beauftragte Gillian dann aus Zeitmangel Barbara Stoney mit der Arbeit, welche 1974 in Buchform erschien.
Als Imogen im Jahr 1989 A Childhood at Green Hedges („Eine Kindheit in Green Hedges“) veröffentlichte, zeichnete sie ein anderes Bild der Mutter. Sie beschrieb sie als arrogant, unsicher, anmaßend, geschickt im Verdrängen von Unerfreulichem, ohne Mutterinstinkt und sehr streng.

## Werkbetrachtung

### Erfolgsautorin
Mit über 750 Büchern und 10.000 Kurzgeschichten sowie Auflagen von mehr als 600 Mio. Exemplaren in 40 Sprachen gehört Enid Blyton zu den erfolgreichsten international bekannten Schriftstellerinnen. Die immense Anzahl ihrer Werke begründete Enid Blyton in ihrer Autobiografie folgendermaßen: „Mein Wunsch, große und kleine Kinder anzusprechen, zwingt mich dazu, so viele Bücher zu schreiben.“ Diese Massenproduktion fiel ihr leicht: „Ich sitze auf meinem Stuhl, schließe die Augen und nach ein oder zwei Minuten zeigen sich meinem ‚geistigen Auge‘ die ersten Bilder – die Handlung beginnt. … Dann öffne ich meine Augen, und meine Hände beginnen über die Schreibmaschine zu fliegen.“ Sie arbeitete wie am Fließband und produzierte täglich viele Seiten.
Sie gründete mit ihrem Ehemann die Firma Darrell Waters Limited für eine optimale Vermarktung ihrer Werke und Merchandising. Außerdem legte die Jugendbuchautorin auch großen Wert auf die Gestaltung ihrer Bücher. So suchte sie selbst die Künstler für die Illustration aus. Ebenso hatte sie die Idee, auch auf der Rückseite ihrer Bücher Bilder abzudrucken, so dass die Buchhändler diese gerne zur Präsentation ins Schaufenster legten. Die eigene Unterschrift auf ihren Büchern ist ebenfalls eine ihrer Ideen.
Um das Jahr 1920 begann Blyton, sich ganz der Kinder- und Jugendliteratur zu widmen.
In der Zeit von 1926 bis 1952 war sie die verantwortliche Herausgeberin der Zeitschrift Sunny Stories und von 1953 bis 1959 von Enid Blyton’s Magazine.
1931 schrieb Blyton ihren ersten Erwachsenenroman, den sie allerdings nicht veröffentlichte. Sie arbeitete ihn zum ersten Band der Geschichten um den Zirkus Galliano um. 1937 erschien ihr erster Jugendroman The Adventures of the Wishing Chair. Im Folgejahr kamen die ersten Ausgaben der Reihen The Secret Island und Mr Gallianos Circus heraus. Während des Zweiten Weltkrieges gelang ihr mit dem Vorschulbuch Mary Mouse der erste Bestseller. Für Jugendliche startete sie ihre Buchreihen: The Twins at St. Clare’s (1941), Five on a Treasure Island (1942) und The Island of Adventure (1944). In der produktivsten Schaffensphase von 1943 bis 1964 brachte die Autorin anfangs noch handschriftlich bis zu 10.000 Wörter am Tag zu Papier. Es entstand etwa ein Buch pro Woche, um der großen Nachfrage gerecht zu werden. Dazu zählen unter anderem Lissy (1940–1952), Dolly (1946–1951), The Secret Seven (1949–1963), The Barney Mysteries (1949–1961) und Famous Five (1953–1966). Das letzte Buch von Enid Blyton Noddy and the Aeroplane erschien 1963. Es gehört zu der besonders erfolgreichen Noddy-Serie, die 1949 begann. Enid Blyton schuf auch einzelne Bücher wie Heckenerzählungen (Tales of Green Hedges). Es enthält kurze Erzählungen zum Leben verschiedener Tiere in einer Hecke und deren naher Umgebung. Auch Geschichten aus der Bibel wurden in Bilderbüchern nacherzählt.
In den 1950er Jahren wurden die Werke Blytons international durch Lizenzausgaben bekannt. Ihre Erfolge in vielen Ländern fasste die Autorin in einem Brief an Erika Klopp, ihre deutsche Verlegerin, so zusammen: „Es ist seltsam, dass, gleichgültig in welchen fremden Ländern die Bücher erscheinen, sie sehr bald allgemein beliebt sind, obwohl sie ihrem ganzen Charakter nach rein britisch sind. Ich schließe daraus, dass Kinder sich im Grunde überall gleichen.“ Die einzelnen Werke erfreuten und erfreuen sich bis heute jedoch unterschiedlicher Beliebtheit. Der kleine Holzjunge Noddy mit dem Wackelkopf zum Beispiel zählt im Heimatland der Autorin zu den beliebtesten Kinderfiguren in Büchern, Filmen und Theaterstücken. Die Illustrationen schuf der Holländer Harmsen van der Beek. Als dieser 1953 starb, konnten wegen gefestigter Charakteristika Noddys Nachfolger seine Arbeiten weiterführen. Mit der Abenteuer-Serie (1944–1954), welche der Verlag Erika Klopp 1950 startete, nahm die Erfolgsgeschichte der Autorin in Deutschland ihren Anfang. Wegen großer Nachfrage beauftragten nach Blytons Tod die Verlage Schneider und C. Bertelsmann Ghostwriter für Fortsetzungen der hier beliebten Reihen von Hanni und Nanni, Dolly und Fünf Freunde. Beispielsweise wurden weitere Bände der Internatsreihen bei der deutschen Jugendbuchautorin Rosemarie von Schach in Auftrag gegeben oder die von Blyton geschriebenen 21 Bände der Fünf Freunde von Sarah Bosse fortgesetzt. Deren Planungen laufen bis Band 80.

### Unterschiede in deutschen Ausgaben
Die Ausgaben von Blytons Werken in Deutschland unterscheiden sich in einigen Punkten von den Originalen:
- Bei den deutschen Ausgaben stehen im Unterschied zu den Institutionen in den englischen Originalen (The Twins at St. Clare’s, Summer Term at St. Clare’s) die Personen (Hanni und Nanni, Dolly) im Vordergrund. Die starke Personalisierung richtete sich an eine bestimmte Zielgruppe und zeigte durch Darstellung auf den Covern großen Wiedererkennungswert. Da die Inhalte sich jedoch auf eine Gruppe und nicht auf Einzelpersonen bezogen, wurden hier wohl falsche Erwartungen geweckt.
- Außerdem sind die Reihen Hanni und Nanni wie auch Dolly erheblich umfangreicher als die Originalserien. Es könnten andere Blyton-Geschichten unter dem Obertitel einer Erfolgsserie mitverarbeitet worden sein.
- Bei frühen Übersetzungen gab es Erläuterungen zum Schul- und Währungssystem in Form von Fußnoten. Bei neueren Ausgaben wurden Zeit- und Regionalbezüge verwischt, die typischen Gepflogenheiten der englischen Schulen beibehalten, Orts- und Personennamen jedoch eingedeutscht.
- In den Internats- und Abenteuerreihen wurden bei Überarbeitungen Streichungen bei sozialer und rassischer Diskriminierung wie auch bei autoritärem Verhalten vorgenommen.[56]
- Weiterhin fielen Dialoge und Wortspiele weg, wodurch die deutschen Übersetzungen schwerfällig und pädagogisierend wirkten.
- Ungenauigkeiten entstanden wohl durch schnelle Produktion von neuen Büchern, z. B. variierten in der Dolly-Reihe Schreibungen eines Namens oder die Kunstlehrerin war im folgenden Band plötzlich Handarbeitslehrerin.

### Autobiografische Einflüsse
Enid Blyton ließ immer wieder Ereignisse aus ihrem Leben, ihr bekannte Personen oder Orte in ihre Romane einfließen. Sie selbst erklärte, „dass alles, was man mit seinen Sinnen wahrnimmt, allmählich ins Unterbewusstsein sinkt und dort ruht, bis es wieder gebraucht wird – in meinem Fall also für die Bücher“. Zum Beispiel animierten die Spaziergänge mit dem Vater und ihre Gartenliebe sie zu ihren Naturbüchern; ihre Schulzeit und die ihrer Kinder fanden in den Schulgeschichten ihren Eingang. Das alte Haus Old Thatch (Alter Reethof), welches Blyton bewohnte, und ganz besonders das Esszimmer, dienten der Schriftstellerin in vielen Geschichten als Vorbild.
Die tierliebe Autorin, die immer viele Haustiere hielt, gab beispielsweise dem Papagei Kiki, der einer ihrer Tanten gehörte, eine fantasievoll gestaltete Nebenrolle in den Büchern der Abenteuer-Serie: der Papagei gibt immer wieder zufällig treffende Kommentare ab. Ebenso war der Affe Micky aus dem Schiff der Abenteuer eines ihrer Haustiere. Auch die Namen des Cockerspaniels Laddie, des Hundes Bob sowie die Namen Bimbo und Topsy entsprangen ihrem eigenen häuslichen Zoo.
In der Hanni-und-Nanni-Serie erinnerte die Mamselle an eine Französisch-Lehrerin von Enid Blyton und Claudine an eine Klassenkameradin aus Belgien. Hanni und Nanni (die in den Originalfassungen der Bücher Patricia und Isabel O’Sullivan heißen und aus Irland stammen) basieren auf einem Zwillingspaar, das Blyton als Schülerin kannte. Die Geschichten spielen an der St.-Clare-Schule, deren Vorbild das Internat ist, das Blyton selbst und ihre Töchter im gleichen Alter wie die Buchcharaktere besuchten.
Mit dem Mädchen George, das gern ein Junge wäre, gestaltete Blyton in den Fünf-Freunde-Büchern sich selbst. Jugendfotos der Autorin zeigen zudem große Übereinstimmung mit Georges Aussehen. Dem befreundeten Inspektor Jenks widmete sie eine Rolle in der Bücherserie Geheimnis um… und Bill Smugs aus der Abenteuer-Serie beruht auf einer Reisebekanntschaft Blytons. Diesen Namen hatte der Bekannte sich selbst ausgedacht, auch war es sein Wunsch und seine Idee, als Polizeiinspektor in den Büchern aufzutauchen.

### Rezeption

#### Gestaltung
Die Sprache in Blytons Werken ist anspruchslos: einfache und knappe Sätze, konventionelle und gleichbleibende Attributierungen sowie eingeschränkter Wortschatz. Stimmungsbilder der Natur kündigen Unheil oder Lösungen an.
Geschichten waren meist als Serien angelegt. Die einzelnen Bände einer Reihe lassen sich in der Regel als abgeschlossene Handlung lesen und sind Varianten einiger weniger Grundmuster. Sie leben vom Ideal der Freundschaft, der Wohlerzogenheit und des Abenteuers.
Alle Abenteuerreihen (Geheimnis-, Rätsel- und Abenteuer-Serie, Fünf Freunde, Schwarze Sieben, Arnoldkinder) folgen dem gleichen Grundmuster: Der Ablauf des Geschehens wird von der Aufgabe der Kindergruppe bestimmt, erwachsene Missetäter in den Ferien zur Strecke zu bringen. Die Zusammensetzung der Gruppe ist gemischt und besteht aus 3 bis 5 Kindern mit einem meist männlichen Anführer, männlichen Ratgebern und weiblichen Mitläufern. Alle Gruppenmitglieder stammen aus Mittelschicht-Familien. Stimmig zur Handlung ist die Umgebung als Hintergrund. Erst am Schluss wird die Hilfe von Erwachsenen in Anspruch genommen. Diese Gruppe lebt von „männlichen“ Werten wie Treue, Verschwiegenheit, Verlässlichkeit, Kameradschaft, Mut und Einsatzbereitschaft.
Auch in den Internatsserien wie z. B. Hanni und Nanni oder Dolly ist der Aufbau ähnlich: Das Bedürfnis nach Spaß und Erlebnis bestimmt den Ablauf des Geschehens. Thematisiert werden die soziale Herkunft und die Abweichungen von der bevorzugten Mittelschicht. Die Handlung wird von den Normen der Gruppe bestimmt, die unerwünschte Verhaltensweisen neuer Schülerinnen ausschaltet. Der Handlungsort ist das Internat. Zur Gruppe gehören nur Mädchen. Alles Männliche ist reduziert, so gibt es fast nur Lehrerinnen.

#### Gehalt
Blytons pädagogische Ziele wie Fair Play, Mitleid für den Unterlegenen, Verachtung für Schleicher und Großsprecher, absolute Gerechtigkeit, Tierliebe und Begeisterung für edle Vorbilder werden in spannende Unterhaltung verpackt. Dabei werden direkte Darstellungen von Brutalität und Gewalt vermieden, verbergen sich jedoch in der Rigidität von Normen und emotionaler Kälte.
Das Familienleben in Blytons Büchern vermittelt feste Botschaften. Die Mutter versorgt und erzieht. Sie fordert absoluten Gehorsam, lässt den Kindern dafür aber Freiheiten, wenn diese ihre Normen anerkennen. Väter sind unfehlbar und setzen sich durch. Bricht ein Familienmitglied aus dem traditionellen Rollenschema aus, so muss es die Sanktionen der anderen ertragen.
Erwachsene dienen den Jugendlichen als Begleitpersonen und sind aus deren Welt ausgeschlossen. Kinder haben keine Pflichten und agieren völlig allein. Gegenüber „sozial“ niedriger stehenden Erwachsenen (z. B. Dienstboten) verhalten sich die Kinder arrogant und geringschätzig. Verstärkt wird dieses Verhalten noch, wenn der Untergebene rassistisch abgewertet wird (als schwarzer Mann, Zirkusleute, „Zigeuner“).

#### Kritik
In den 1950er Jahren gab es zunehmend kritische Zeitungsartikel zu Blyton, besonders in ihrem Heimatland. Ihre Bücher verschwanden aus den englischen Bibliotheken. Dort hatte die Massenproduktion Misstrauen erregt, und der exzessive Blyton-Konsum sollte eingedämmt werden. Blyton selber wehrte sich dagegen mit der Bemerkung: „Kritik von Leuten über zwölf interessiert mich überhaupt nicht.“ Weiterhin warf man ihr einen schlechten Stil vor: Die Geschichten seien alle gleich, hieß es, und die Grammatik sei schlecht.
Neben der angeblich allzu einfachen und klischeehaften Gestaltung der Geschichten von Enid Blyton gab es in den 1960er und 70er Jahren neue Gründe für das Verbannen aus dem Sortiment von Schulbibliotheken und Lektürekanons. Es wurde der ideologische Gehalt ihrer Bücher bemängelt: Blyton propagiere von einem bürgerlichen Standpunkt aus Klassenvorurteile; zudem seien ihre Werke rassistisch und sexistisch. Man warf der Autorin vor, die Mittelschicht zu betonen und jede existenzielle Not sowohl der Protagonisten als auch der Leser auszuklammern, Bösewichte seien dunkelhäutig oder Ausländer. Mädchen machten Hausarbeiten, und ihnen sei eine Mitläuferrolle zugedacht, denn Anführer einer Bande seien immer Jungen.
Weitere Kritik an Blytons Werk richtete sich vor allem gegen die oftmals undifferenzierte schematische Einteilung der Personenwelt in „Gute und Böse“. Für Letzteres werden keine Gründe angegeben, sondern auf äußere Merkmale hingewiesen. Die Figuren seien keine ausgeformten Charaktere, sondern stereotyp und angepasst. Kritisiert wurde auch die Vorhersehbarkeit der Abenteuergeschichten, die alle nach einem gleichen Muster aufgebaut seien: Das „Böse“ muss vom „Guten“ bekämpft und bekehrt werden; das „Gute“ siegt. Diese stereotype Gestaltung verhindere zugleich eine eigenständige Interpretation der Handlung durch den Leser; dieser dürfe nicht selbst entscheiden, was „gut“ oder „böse“ sei. In der Regel sei schon von vornherein an Unbekanntem, primär an äußeren Kennzeichen wie andersartigem Aussehen und unangepasstem Verhalten der Figuren, eindeutig erkennbar, wer „gut“ oder „böse“ sei.
Blytons Serienfiguren seien alle statisch oder schablonenhaft angelegt; es gebe keine oder allenfalls eine geringfügige Charakterentwicklung. Viele Figuren, insbesondere die Erwachsenen, würden lediglich ihre Funktion im Handlungsverlauf erfüllen. Die Hierarchien in Blytons Kindergruppen entsprächen den Strukturen der Erwachsenenwelt: Zumeist vertrete der älteste Junge die elterliche Autorität und Befehlsgewalt gegenüber den Jüngeren. Die Mädchen und Jungen erfüllen nach Ansicht der Kritiker stereotype Geschlechterrollenvorgaben, nur Georgina, genannt George, rebelliere in der Fünf-Freunde-Serie gegen das strenge Rollenschema, indem sie die Mädchenrolle strikt ablehne und sich den Jungen gleichrangig fühle.
Malte Dahrendorf ergänzt: „In ihrem Bemühen, kindliche Abenteuer-Phantasie und kindliches Realitätsbedürfnis gleichermaßen zu befriedigen, beschreibt Enid Blyton eine eigenständige Kinderwelt, die in deutlicher Spannung zur nüchternen, von egoistischen Interessen bestimmten Welt der Erwachsenen steht, gibt aber keine Hilfen, die Gesellschaft der Erwachsenen verstehen zu lernen und verändernd in sie einzugreifen“.

#### Überarbeitungen
Einige Kritikpunkte führten schließlich dazu, dass die Verlage Blytons Werke nun textlich und inhaltlich überarbeiteten, sowohl im Original als auch in übersetzten Versionen. Verändert wurden allzu stereotype Namen und Ausdrücke, die nicht mehr dem allgemeinen Sprachgebrauch entsprachen. Aus dem Vornamen „Bessie“, Namensklischee aus der Zeit der Sklaverei, wurde „Beth“, aus der Upperclass-Redensart „I say!“ wurde ein klassenloses „hey!“, aus „queer“ wurde „odd“, und die „Golliwogs“ verschwanden. Ebenso wurde die Pädagogik aktuellen Ansichten angepasst: Lehrerinnen verteilen in den Geschichten keine Ohrfeigen mehr, sondern schimpfen stattdessen nur noch. Die Hausarbeit wird von Jungen und Mädchen gemeinsam erledigt usw.
Blyton-Biographin Barbara Stoney kritisierte das Verschwinden des zeittypischen Milieus durch das Ausbessern von Wörtern und Verhaltensweisen, welche nicht mehr dem Zeitgeist entsprachen oder heute negative Assoziationen hervorrufen könnten.

#### Positive Stimmen
Nach Almut Prieger hatte Blyton so großen Erfolg durch „ihre Nähe zur Jugend und ihr Verständnis für deren Bedürfnisse“. Außerdem fehlte auf dem deutschen Büchermarkt ähnlich fesselnde Jugendliteratur in Konkurrenz zu Comics und Fernsehen.
In neueren Arbeiten wird die Kritik zunehmend relativiert; Blytons Bücher seien ähnlich wie Märchen darauf ausgerichtet, grundlegende Bedürfnisse der kindlichen Leser zu erfüllen, und würden damit die Freude am Lesen wecken. Nach Otto Brunken biete „Schwarzweißmalerei“ die Voraussetzung dafür, die Leser zu lenken. Sie können Stellung beziehen und sich mit den Figuren identifizieren oder sie ablehnen. Die fehlenden Konturen der Gestalten stellten Projektionsflächen für die Wünsche, Vorstellungen, Schwächen und Begehrlichkeiten des kindlichen Lesers zur Verfügung. Kurze Spannungsbögen entlasteten zudem empirisch. Die Sorge und Ungewissheit wird baldigst in positiven Ausgang verwandelt. Außerdem könne der Leser die Kulturtechnik „Lesen“ einüben.
Auch Sandra Schneider von der Stiftung Lesen kann dem „Run“ auf Seichtes positive Seiten abgewinnen: „Auf diese Weise kommen die Kinder wenigstens zum Lesen.“ Durch diese Förderung des Lesens werde zugleich eine kritische Haltung gegenüber ideologischen Klischees gestärkt. Wie empirische Untersuchungen dies nahelegen würden, nehme das heutige jugendliche Lesepublikum solche Klischees sehr wohl wahr.
Susanne Gaschke weist darauf hin, dass Blyton starke Mädchenfiguren geschaffen habe, wie Georgina aus den Fünf Freunden. Sie sei geradezu als Antityp zur traditionellen Mädchenrolle angelegt. Auch Dina aus der Abenteuer-Serie begehre permanent gegen die Bevormundung durch ihren Bruder auf.

## Auszeichnungen
- 1941: Boy’s Club of America für The Mystery Island[94]
- 1948: Reise in die USA zur Entgegennahme des Preises von Boy’s Club of America[95]
- 2008 posthum: Costa Book Award als beliebteste Autorin in Großbritannien.[96]
- 2010: Ausstellung zu Enid Blytons Lebenswerk in Seven Stories, dem Zentrum für Kinderbücher in Newcastle[97]
- 2014: Buchaktion von McDonald’s zum „Happy Meal“ mit Fünf Freunde 3 von Enid Blyton (cbj-Verlag) für Kinder ab 6 Jahren.[98]

## Verfilmung
Unter dem Titel „Enid“ wurde Enid Blytons Leben 2009 im Auftrag der BBC in der Regie von James Hawes verfilmt. Die Titelrolle spielt Helena Bonham Carter. Der Film zeigt in Anlehnung an Tochter Imogens Aussagen überwiegend die dunkle Seite der Autorin.

## Sonstiges
Enid Blyton Day:
- 1993: 6. März zum ersten Mal in Rickmansworth
- 2006: Samstag, 13. Mai
- 2007: Samstag, 12. Mai
- 2008: Samstag, 10. Mai
- 2009: Samstag, 9. Mai
- 2010: Samstag, 15. Mai
- 2011: Ausgefallen
- 2012: Samstag, 12. Mai

Straßennamen:
- Enid-Blyton-Straße in Hennef (Sieg)[102]
- Enid-Blyton-Weg in Dortmund[103]
- Enid-Blyton-Weg in Winsen (Luhe)[104]